# Paul Rotthier
Paul Rotthier (1952) is een Belgisch politicus voor de CVP en diens opvolger CD&V.

## Levensloop
Rotthier is jurist van opleiding en afkomstig uit het Molse gehucht Ginderbuiten. Hij begon zijn politieke loopbaan in 1981 bij de CVP-jongeren. Hij leidde de plaatselijke afdeling tot in 1988. In dat jaar vonden gemeenteraadsverkiezingen plaats, waarbij hij verkozen werd en schepen werd met onder meer sport als bevoegdheid. De volgende legislatuur werd hij schepen van openbare werken. Na de verkiezingen van 2000 werd CD&V de grootste partij van Mol. De partij vormde een coalitie met de VLD en Paul Rotthier werd burgemeester.
In 2016 maakte Rotthier zijn afscheid als burgemeester bekend na de gemeenteraadsverkiezingen van 2018. Hij gaf de fakkel door aan Wim Caeyers.